# Метод Довженка
Метод Довженка — метод емоційно-стресової терапії, автором якого є Олександр Романович Довженко.
Суть методу Довженка полягає в створенні установки на відмову від прийому алкоголю і куріння, інших форм адиктивної поведінки, шляхом проведення комплексного медичного втручання, яке включає опосередковані прийоми, зокрема фізіогенного характеру.
Принципова особливість даного методу — використання волі самого пацієнта для подолання хвороби.
Перебудова особи, в процесі стрес-психокоррекції, і формування установок відмови від алкоголю, куріння здійснюється багатокомпонентно і поліфакторно.
- На першому етапі здійснюється відбір хворих, їх попередня індивідуальна психотерапевтична підготовка, клініко-анамнестичне дослідження.
- На другому етапі проводиться сеанс, як правило, груповою, раціональною психокорекцією з елементами емоційно-вольової сугестії, актуалізації емоційно-значущих для пацієнта типових ситуацій, навіювання, направленого на формування упевненості можливості лікування.
- На третьому етапі, індивідуально, фізіогенними маніпуляціями, з використанням спеціальних препаратів, здійснюється імперативне формування заборони («коду»).

Під час сеансу стрес-психокорекції, направленою дією, в мозкових механізмах, створюється сильне збудження, що виступає в ролі своєрідних пеленгів негативного емоційного реагування на шкідливі для людини чинники. Ці пеленги є захисними пристосовними реакціями до ряду адаптивних процесів, оскільки вмить оцінюють шкідливість дій. Їх активація в процесі лікувального сеансу шляхом психічного стрес-впливу стимулює рефлекс самозбереження людини.
Одночасно стимулюються активуючі структури мозку, так званою, системи позитивного підкріплення системи задоволення: ретикулярній формації середнього мозку, заднього гіпоталамуса і неспецифічних ядер таламуса. Відбувається «відображення» на нейронах головного мозку відповідної энграми — тимчасовому зв'язку, який надалі здатний відтворюватися, при виникненні визначеного, домінуючого в цей час мотиваційного збудження.
Поетапна активація цих двох мозкових систем емоційної поведінки — позитивної системи підкріплення і негативного емоційного реагування створює могутнє збудження в мозку, яке ступає в конкурентні відносини з домінантним збудженням придбаного потягу, що виникає в умовах алкогольного, нікотинового або іншого голоду. Сформована нова потреба, нова домінанта протидіє потягу до алкоголю, інших психотропних речовин. Системообразуючим чинником функціональної системи протидії потягу до алкоголю, тютюнопаління, інших форм адиктивної поведінки, є позитивна емоція становлення здоровою, в психологічному сенсі, особи - відчуття її повноцінності. 
Стрес-психотерапія по О. Р. Довженку має авторське свідоцтво SU № 1165392. Після апробації в НДІ неврології, психіатрії, та наркології АМН України, в 1984 році метод О.Р. Довженка впроваджений в медичну практику. Він включений МОЗ України в «Тимчасові галузеві уніфіковані стандарти медичних технологій діагностико-лікувального процесу стаціонарної допомоги в ЛПЗ України» та «Уніфіковані стандарти наркологічної допомоги населенню в лікувально-профілактичних установах України».